# 上本町六丁目駅
上本町六丁目駅（うえほんまちろくちょうめえき）は、大阪府大阪市天王寺区にあった大阪市電の駅。上町筋と千日前通とが交差する上本町六丁目交差点付近に位置していた。

## 概要
1910年（明治43年）に上本町線の駅として開業。その後、1914年（大正3年）に九条高津線、大阪電気軌道が開通してターミナル化した。九条高津線・上本町下味原町線を走る5系統は大阪市電が全廃になるまで残った系統で、上本町六丁目駅も市電の最後まで残った。このほか、東西方面には6系統・24系統、当駅発着の27系統・31系統が、南北方面には阿倍野橋駅発着の循環系統である4系統と14系統が走っていた。

## 歴史
- 1910年（明治43年）12月3日：上本町線の開業と同時に設置。
- 1914年（大正3年）
  - 3月1日：九条高津線が開業。
  - 4月30日：大阪電気軌道の上本町駅が開業。
- 1925年（大正14年）8月27日：大軌の上本町駅を南側へ移して改築し、上本町六丁目駅から東進する上本町下味原町線が開業。
- 1968年（昭和43年）12月18日：上本町線廃止。
- 1969年（昭和44年）4月1日：上本町下味原町線・九条高津線廃止に伴い廃駅。

## 隣の駅
4系統・14系統
上本町四丁目駅 - 上本町六丁目駅 - 上本町八丁目駅
5系統・6系統・24系統
谷町九丁目駅 - 上本町六丁目駅 - 小橋西の町駅
27系統・31系統
谷町九丁目駅 - 上本町六丁目駅